# Стукалов Анатолій Андрійович
Анатолій Андрійович Стукалов (рос. Анатолий Андреевич Стукалов; нар. 3 квітня 1991, Одеса, УРСР) — російський та казахстанський футболіст українського походження, захисник. Вихованець московського футболу.

## Життєпис
Свою кар'єру Анатолій розпочинав у молодіжній команді московського ЦСКА. У 2011 році перейшов у «Тобол» з Костаная, в якому відіграв 4 матчі в казахстанській Прем'єр-лізі. У 2012 році перебрався в «Туран», в складі якого провів 11 матчів в азербайджанської Прем'єр-лізі. У вересні 2014 року перейшов в тульський «Арсенал-2». Дебютував у складі «Арсенала-2» 11 вересня 2014 року в поєдинку Першості ПФЛ проти воронезького «Факела».